# فرل
شهر فرل (به آلمانی: Verl) در ایالت نوردراین-وستفالن در کشور آلمان واقع شده‌است.